# Suojärvi (sjö i Finland, Norra Karelen)
Suojärvi är en sjö i Finland. Den ligger i kommunen Nurmes i landskapet Norra Karelen, i den centrala delen av landet, 400 km nordost om huvudstaden Helsingfors. Suojärvi ligger 144,7 meter över havet. I omgivningarna runt Suojärvi växer i huvudsak blandskog. Den är 3,5 meter djup. Arean är 62,2 hektar och strandlinjen är 5,44 kilometer lång. Sjön  ingår i Vuoksens huvudavrinningsområde. 